# Stenolophus discophorus
Stenolophus discophorus é uma espécie de insetos coleópteros pertencente à família Carabidae.
A autoridade científica da espécie é Fischer von Waldheim, tendo sido descrita no ano de 1823.
Trata-se de uma espécie presente no território português.